# Сардык (приток Лумпуна)
Сардык — река в России, в Кировской области, протекает в Унинском районе. Устье реки находится в 120 км по левому берегу реки Лумпун. Длина реки составляет 28 км, площадь водосборного бассейна 146 км².
Исток реки находится северо-восточнее деревни Канахинцы (центр Канахинского сельского поселения) в 12 км к юго-востоку от посёлка Уни. Река течёт на юго-запад, протекает деревни Канахинцы и Антоновцы, село Сардык и посёлок Родина. Выше деревни Антоновцы на реке плотина и запруда. Притоки — Шур, Возжейка (левые); Парья, Кая (правые). Впадает в Лумпун у нежилой деревни Сардык.

## Данные водного реестра
По данным государственного водного реестра России относится к Камскому бассейновому округу, водохозяйственный участок реки — Вятка от водомерного поста посёлка городского типа Аркуль до города Вятские Поляны, речной подбассейн реки — Вятка. Речной бассейн реки — Кама.
По данным геоинформационной системы водохозяйственного районирования территории РФ, подготовленной Федеральным агентством водных ресурсов:
- Код водного объекта в государственном водном реестре — 10010300512111100038989
- Код по гидрологической изученности (ГИ) — 111103898
- Код бассейна — 10.01.03.005
- Номер тома по ГИ — 11
- Выпуск по ГИ — 1